# Admete (filla d'Oceà)
Admete era una oceànide filla d'Oceà i Tetis. A Admete se la té com a companya de Persèfone. Gai Juli Higí la menciona al prefaci de les seves taules com a Admeto, situant-la com a germana de Pontos i Thalassa.